# The Music Never Stops
The Music Never Stops ist ein Live-Album der Jazzsängerin Betty Carter. Der Mitschnitt entstand in der New Yorker Aaron Davis Hall am 29. März 1992 und erschien am 29. März 2019 auf dem Label Blue Engine. Es ist die erste posthume Veröffentlichung mit Material der 1998 verstorbenen Sängerin.

## Hintergrund
Das Album dokumentiert den Auftritt der damals 63-jährigen Sängerin im New Yorker Aaron Davis Hall im Jazz at Lincoln Center Programm von 1992, in dem Carter mit drei verschiedenen Trios, einem kompletten Jazzorchester mit ihrem langjährigen Pianisten John Hicks und einer Streichersektion auftrat. Das kleine Jazzensemble bestand aus Geri Allen und Cyrus Chestnut am Piano, Ariel Roland am Kontrabass sowie aus Gregory Hutchinson und Clarence Penn am Schlagzeug. In der Bigband spielten Lew Soloff, Earl Gardner, Ron Tooley und Kamau Adilifu (Trompeten), Art Baron, Robin Eubanks und Joe Randazzo (Posaunen) Jerry Dodgion und Rick Wald (Altsaxophone), Alex Foster und Lou Marini (Tenorsaxophone), Joe Temperley (Baritonsaxophon), John Hicks (Piano), Lisle Atkinson (Kontrabass) und Kenny Washington (Schlagzeug). Das Streicherensemble bestand aus Jeanne LeBlanc, Akua Dixon, Julie Green und Bruce Wang (Cello) sowie John Beal und Dave Finck (Kontrabass).
In seinen Liner Notes für das Album bemerkt Wynton Marsalis (Jazz at Lincoln Center), dass Carter das Konzert mit ihrem Preisgeld von 20.000 US-Dollar finanziert hat, das sie als NEA Jazz Master (damals als American Jazz Masters Fellowship bekannt) erhalten hatte. Die Veröffentlichung erfolgte in Zusammenarbeit des Jazz at Lincoln Center mit dem R. Theodore Ammon Archives and Music Library und Wynton Marsalis.

## Titelliste

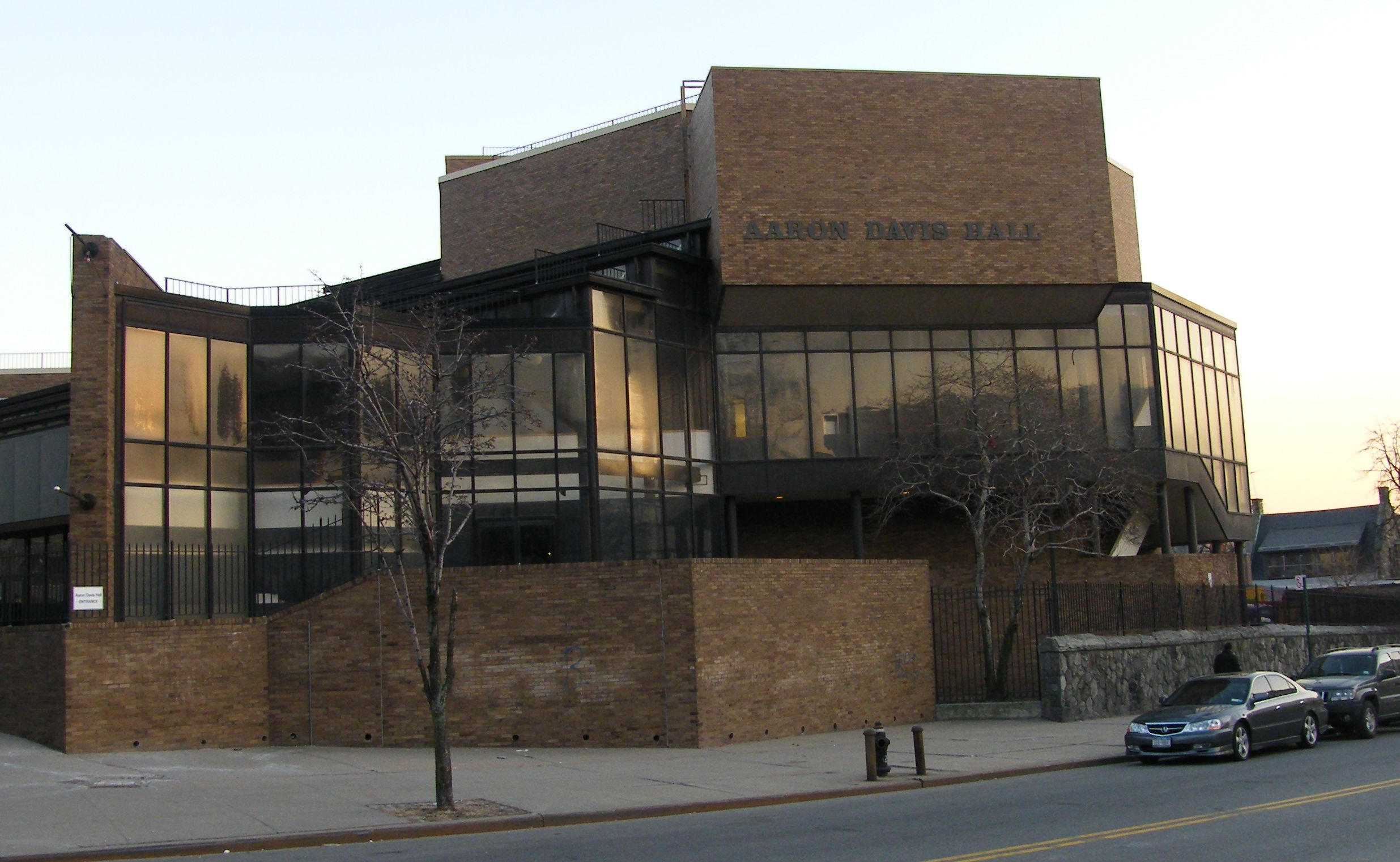
Die Aaron Davis Hall auf dem Campus der City College of New York, in der das Konzert stattfand

- Betty Carter: The Music Never Stops (Blue Engine Records – BE0014)[3]

1. Ms. B.C. (Pamela Watson, Arrangement: Bobby Watson) 3:10 – Big Band (ohne Betty Carter), Solisten Alex Foster (Tenorsaxophon), Kamau Adilifu (Trompete)
2. Make It Last (Dick Haymes, Arrangement: Melba Liston) 5:45 – Big Band, Streicher
3. 30 Years (Betty Carter) 4:35 – mit Cyrus Chestnut (Piano), Ariel Roland (Kontrabass), Greg Hutchinson (Schlagzeug)
4. Why Him? (Burton Lane & Alan Jay Lerner)/ Where Or When (Lorenz Hart & Richard Rodgers) / What’s New? (Bob Haggart & Johnny Burke) 15:46 – dto.
5. Tight!/Mr. Gentleman (Betty Carter) 4:32 – dto.
6. Social Call (Basheer Qusim & Jon Hendricks, Arrangement: Gigi Gryce) 2:29 – Big Band, Solist: Lou Marini (Tenorsaxophon)
7. Moonlight in Vermont (John M, Blackburn & Karl Suessdorf) 4:32 – Big Band
8. The Good Life (Sacha Distel, Jean Broussolle & Jack Reardon) 5:47 –  mit Cyrus Chestnut (Piano), Ariel Roland (Kontrabass), Greg Hutchinson (Schlagzeug)
9. Bridges (Betty Carter) 9:30 – dto.
10. If I Should Lose You (Leo Robin & Ralph Rainger) 6:47 – mit Geri Allen (Piano)
11. Most Gentlemen Don’t Like Love (Cole Porter) 4:27 – mit Cyrus Chestnut (Piano), Ariel Roland (Kontrabass), Greg Hutchinson (Schlagzeug)
12. Make Him Believe (Betty Carter) 5:26 – mit Cyrus Chestnut (Piano), Streicherensemble, Geri Allen (Leitung)
13. Frenesi (Alberto Dominguez & Leonard Whitcup, Arrangement Gigi Gryce)  3:14 – Big Band[4]

## Rezeption
In einem zeitgenössischen Konzertbericht für The New York Times im Jahr 1992 schrieb der Kritiker Stephen Holden:
„Während der unterbrechungsfreien 90-minütigen Veranstaltung versuchten die Sängerin und ihre Musiker, die Musik kontinuierlich zu halten, bis hin zu Frau Carters Gesang der Einführungen und dem Übergang zu den meisten Auswahlmöglichkeiten. Obwohl sie ein- oder zweimal innehielt, um sich zu äußern, war die Musik größtenteils ungebrochen. Die Idee der musikalischen Kontinuität verlieh dem Abend ein natürliches Gefühl von thematischem Ebbe und Flut, wobei Lieder über Abschiede einen ausdrucksstarken Kern bildeten.“ […] „Ein Grund, warum Frau Carter, die 63 Jahre alt ist, wahrscheinlich besser als jede andere führende Jazzsängerin ihrer Generation in der Lage ist, mit einer Big Band zu improvisieren, ist, dass ihre Phrasierung und Intonation so rein instrumental sind. Niemand formt eine Note so wie sie, verwandelt sie langsam von einem satten hornartigen Timbre in etwas Beißendes und macht sie dann wieder weicher.“
„During the intermission-less 90-minute event, the singer and her musicians attempted to keep the music continuous, right down to Ms. Carter’s singing the introductions and segues to most of the selections. Although she did pause once or twice to make remarks, the music was for the most part unbroken. The idea of musical continuity gave the evening a natural sense of thematic ebb and flow, with songs about goodbyes forming an expressive nucleus.“ […] „One reason Ms. Carter, who is 61 years old, is probably better equipped than any other leading jazz singer of her generation to improvise with a big band is that her phrasing and intonation are so purely instrumental in sound. Nobody shapes a note the way she does, slowly turning it from a rich hornlike timbre into something bitingly twangy, then softening it again.“

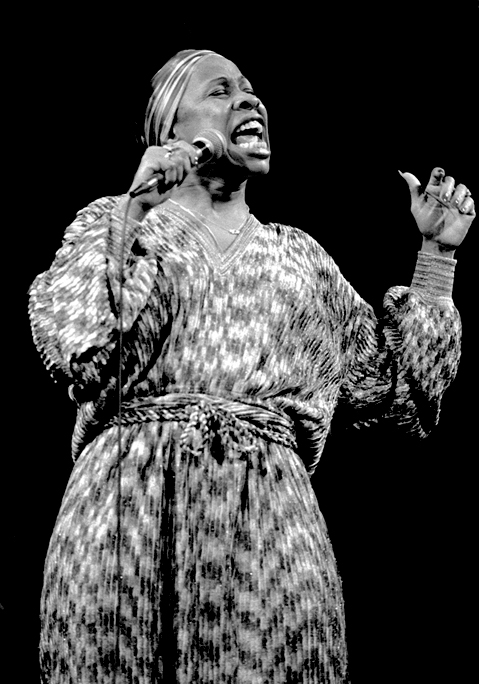
Betty Carter 1979 (Photo: Brian McMillen)

Für die Jury, die das Album in die Vierteljahresliste des Preises der deutschen Schallplattenkritik aufnahm, schrieb Werner Stiefele in der Begründung: „Im Konzert am 29. März 1992 im New Yorker Lincoln Center brillierte Betty Carter mit großartigen Scats, in den textgebundenen Passagen artikulierte sie jede Silbe mit dem gebührenden Gewicht. Lebenserfahrung und Weisheit klingen aus jedem Song – und der abgeklärte Humor einer Sängerin, die trotz ihrer Klasse nie einen Superstar-Status erreichen konnte. Begleitet von Bigband, Combo und Streichern schafft Betty Carter Nähe, sie bleibt gleichzeitig ohne den geringsten Hauch von Anbiederung ihrer Bühnenrolle als reife, ältere, über die Fährnisse des Lebens erhabene Frau treu. Ein Highlight der Gesangskunst.“
In Rondo schrieb Stiefele weiter, „ihre Begleitmusiker Geri Allen, Greg Hutchinson und Clarence Penn sowie Cyrus Chestnut ließen ihr Raum, sie unterstützen, sie setzen Akzente, gestalten Breaks und untermalen höchst aufmerksam.“
Ähnlich perfekt seien die Bigband-Arrangements auf die Sängerin und ihre Texte abgestimmt. „Für sie wurden zurückhaltende Pastelltöne geschrieben, die Betty Carters Stimme in wechselnde Klangbilder setzen und vordergründige Zurückhaltung mit abwechslungsreicher Klanggestaltung vereinen.“ Dadurch werd sogar ein sehr häufig interpretierter Song wie „Moonlight In Vermont“ „zur sehnsuchtsvollen Betrachtung einer Landschaft“. Bei den zwölf Gesangstiteln schaffe „Betty Carter einerseits Nähe, und doch bleibt sie ohne den geringsten Hauch von Anbiederung ihrer Bühnenrolle als reife, ältere, über die Fährnisse des Lebens erhabene Frau treu.“
Der Autor der Zeitschrift JazzTimes notierte, die erste Veröffentlichung von bisher ungehörter Musik Betty Carters nach fast 30 Jahren sei „mehr als eine willkommene Ergänzung“ zu ihrer Diskographie. The Music Never Stops füllt ein entscheidendes Kapitel der späten Karriere der Sängerin aus und dokumentiere Carter in ihrer ehrgeizigsten Form. Zu den Höhepunkten des Mitschnitts zählt der Autor Carters Gesangsdarbietung in Melba Listons Arrangement von „Make It Last“ für Orchester und Streicher. „Sie wechselt die Gänge mit exquisiter Kalibration in einem erweiterten, fragenden Medley aus ‚Why He?‘, ‚Where or When?‘ und ‚What’s New?‘, unterstützt von ihren jungen Schützlingen Cyrus Chestnut, Ariel Roland und Gregory Hutchinson.“

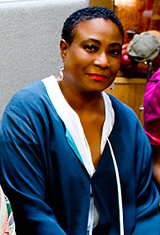
Geri Allen, im Juli 2008

Für Marc Myers sind Höhepunkte des Mitschnitts Carters eigene Komposition „Tight!“, die sie 1974 auf ihrem Album Betty Carter  vorstellte; ein lockeres „Social Call“ (von Basheer Qusim und Jon Hendricks), Carters eigene Ballade „Make Him Believe“ und Dick Haymes’ Ballade „Make It Last“. Einschränkend stellt Myers fest, dass Carter häufig die Songs zu schnell darbiete, die etwas länger dauern (wie „Moonlight in Vermont“ und „Frenesi“), und ihr stöhnender Gesang könne für den Zuhörer mühsam werden, wenn sie derart Songs aus der Form bringt. „Aber sobald man sich an ihre Stimme als Instrument gewöhnt hat, wird man feststellen, dass ihre Stimme einen wunderschönen Klang hatte und dass jedes Lied bemerkenswert neu erfunden wurde.“
Rolf Thomas lobt in Jazz thing ihre Darbietung der Ballade „If I Should Lose You“, lediglich von Geri Allen am Flügel begleitet. „Carter, die unzählige Musiker begeistert und inspiriert hat, gleitet geschmeidig, aber stets herausfordernd durch ein Programm aus erlesenen Standards wie „Moonlight In Vermont“ und halsbrecherischen Originalen wie „Bridges“ oder „Tight!“, die die ganze Palette ihrer Ausdrucksmöglichkeiten vor Ohren führen“. Es sei schön, resümiert der Autor, „dass durch eine derartige Veröffentlichung eine Künstlerin wie Betty Carter, die in ihrer Karriere nur wenig Kompromisse zugelassen hat, wieder ins allgemeine Gedächtnis gerufen wird.“
Nate Chinen zitiert in seinem Artikel für das National Public Radio den Trompeter Wynton Marsalis, der sich an Cater erinnerte:
„Sie versammelte drei Trios und eine Big Band auf einer Bühne und sprang zwischen den verschiedenen Ensembles hin und her, wobei sie in einer Weise nahtlos und mühelos zwischen brennendem Bebop, tief empfundenen Balladen und Originalmaterial wechselte, für das es keine  Beschreibung gibt. Sie trug diese Musiker in ihrer Ausdauer mit.“